# 스바르티포스
스바르티포스("검은 폭포"라는 뜻의, 아이슬란드어: Svartifoss)는 아이슬란드 바트나이외쿠틀 국립 공원의 스카프타펠에 있는 폭포이다. 폭포 주변에 검은 주상절리가 형성되어 있어 검은 폭포라는 이름이 붙었다.
스바르티포스의 현무암 주상절리는 레이캬비크에 위치한 할그림스키르캬(Hallgrímskirkja) 교회와 아이슬란드 국립극장(Þjóðleikhúsið) 건물 디자인에 영향을 주었다.

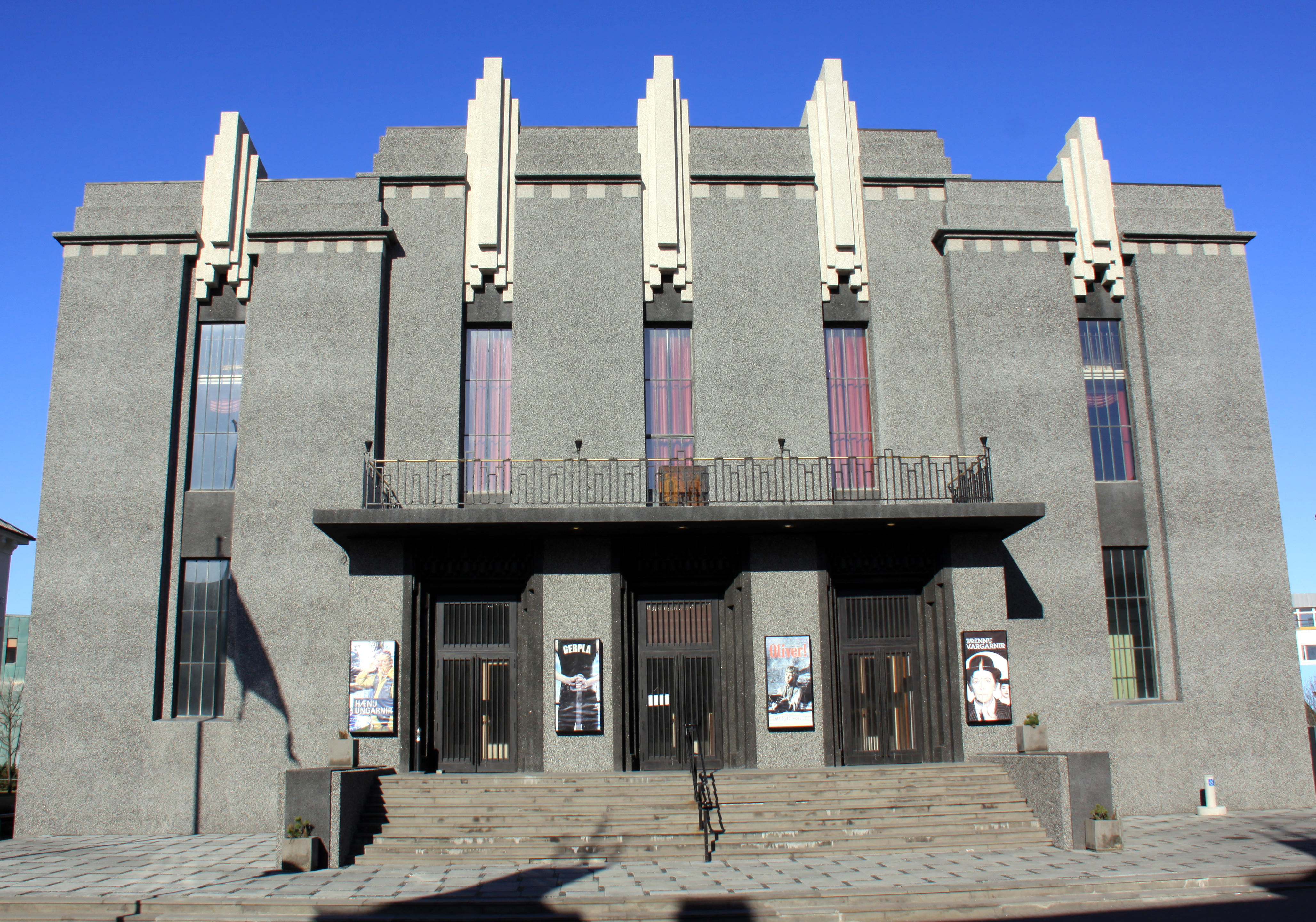
스바르티포스의 주상절리에서 영감을 받아 디자인된 아이슬란드 국립극장(Þjóðleikhúsið)

## 갤러리

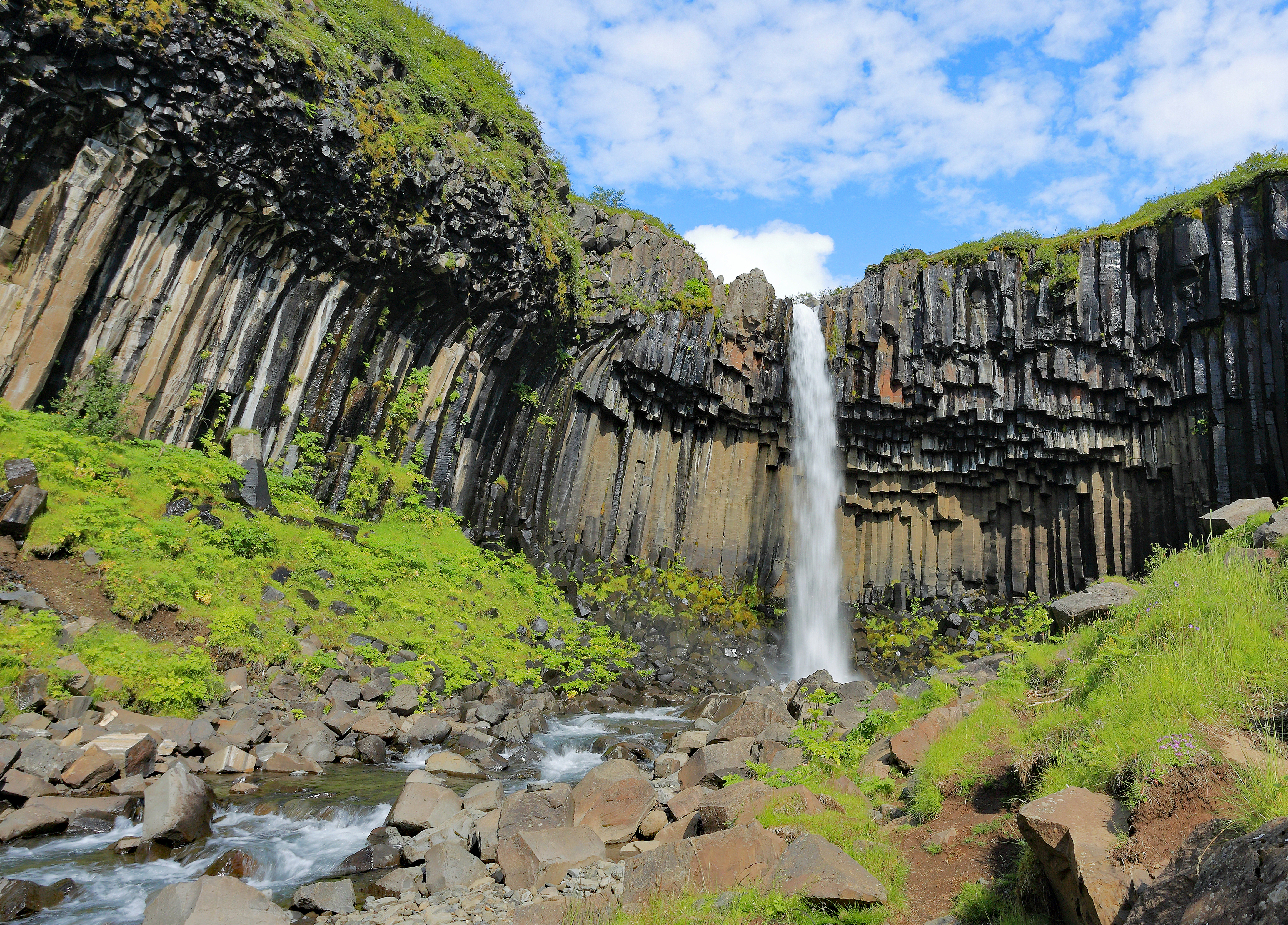
여름의 스바르티포스
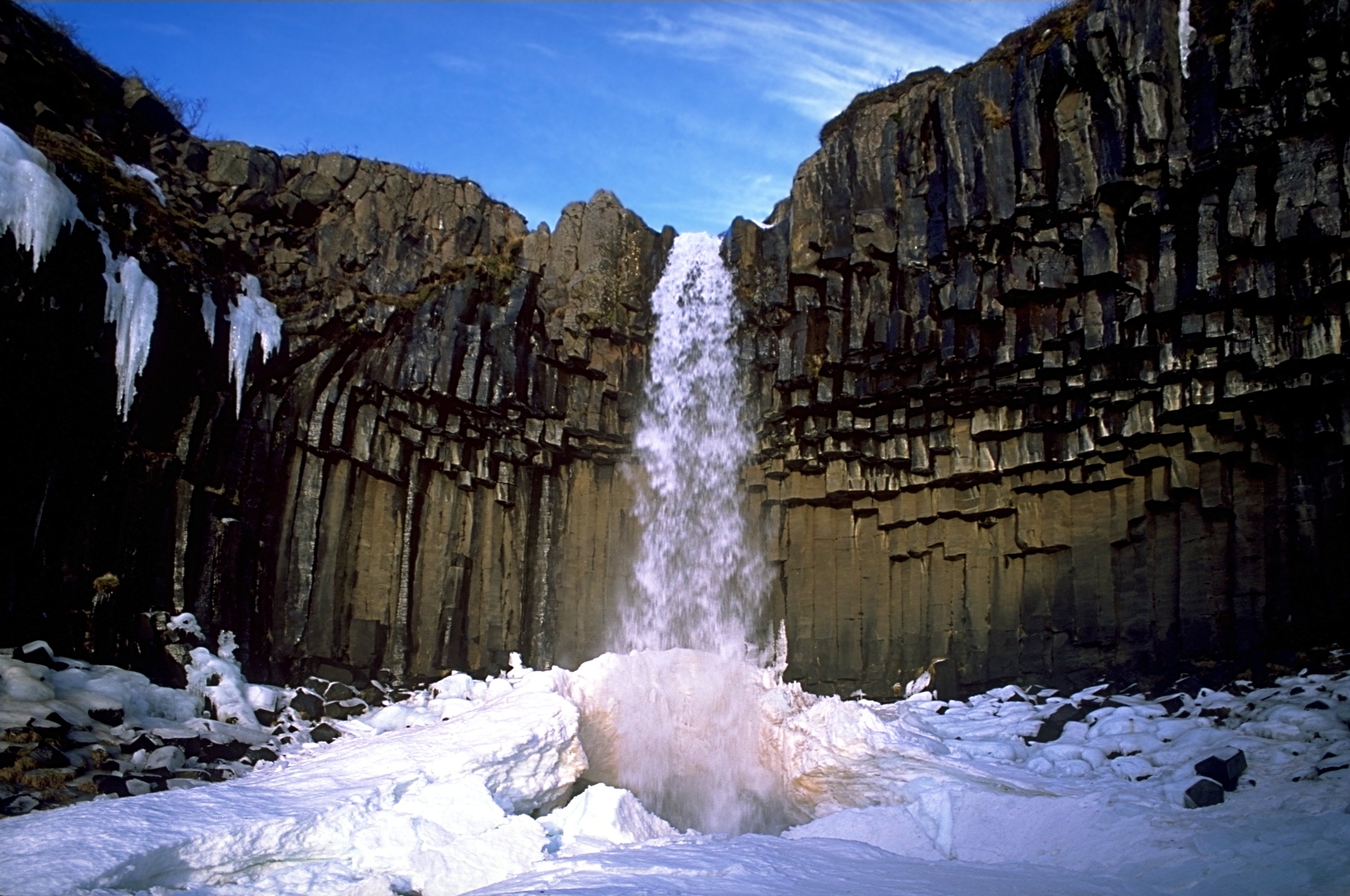
겨울의 스바르티포스
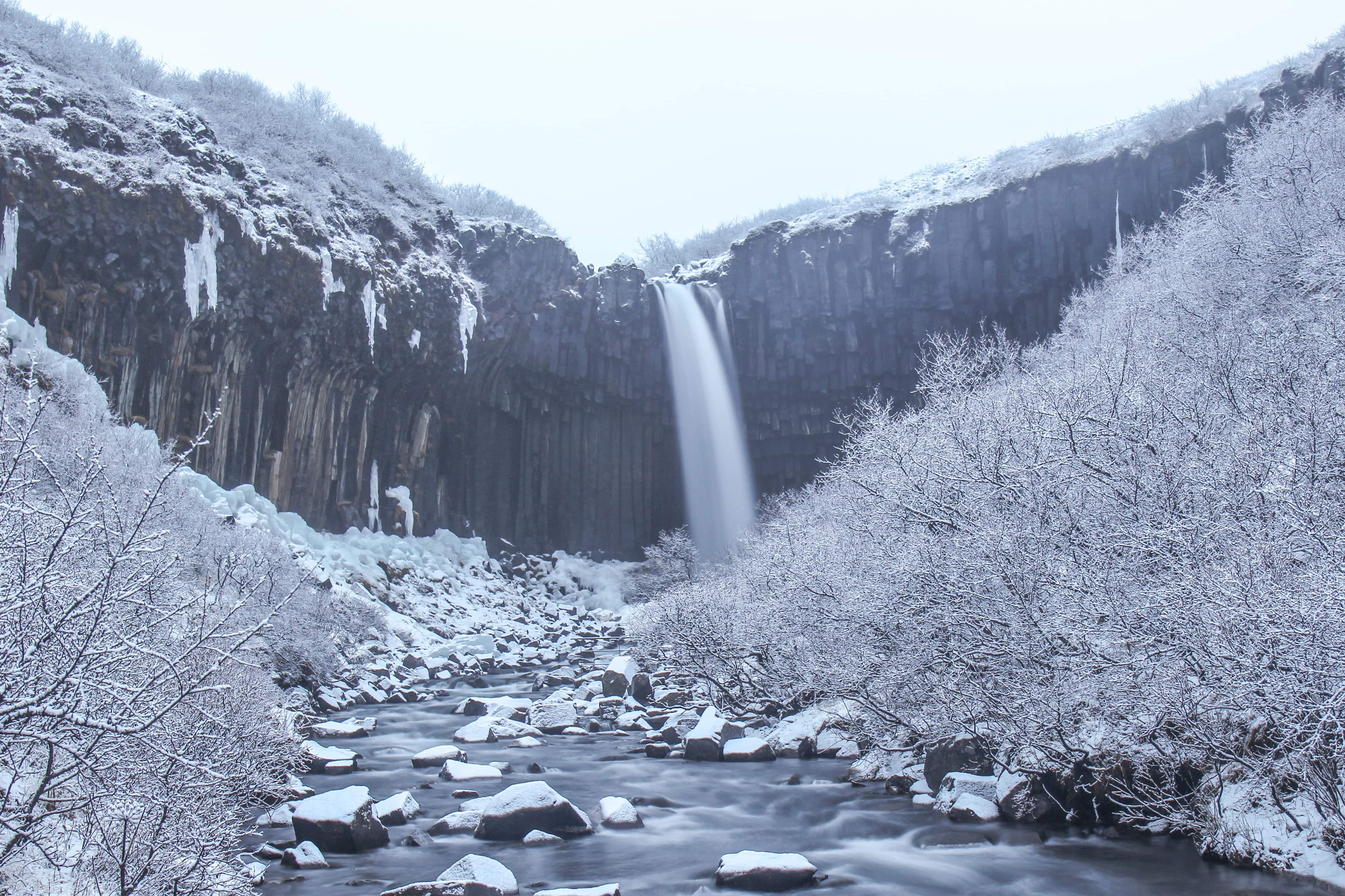
겨울의 스바르티포스
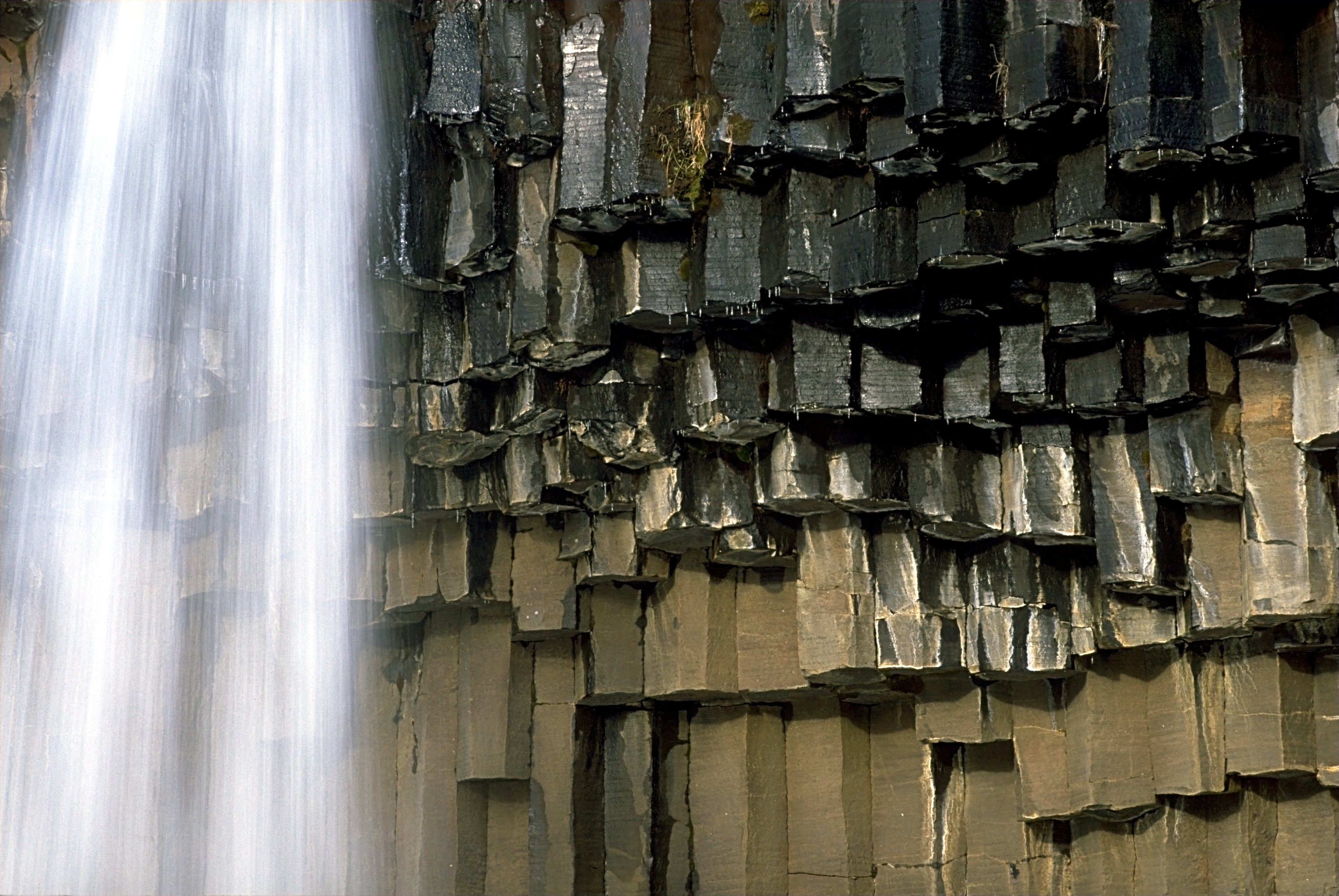
스바르티포스의 주상절리
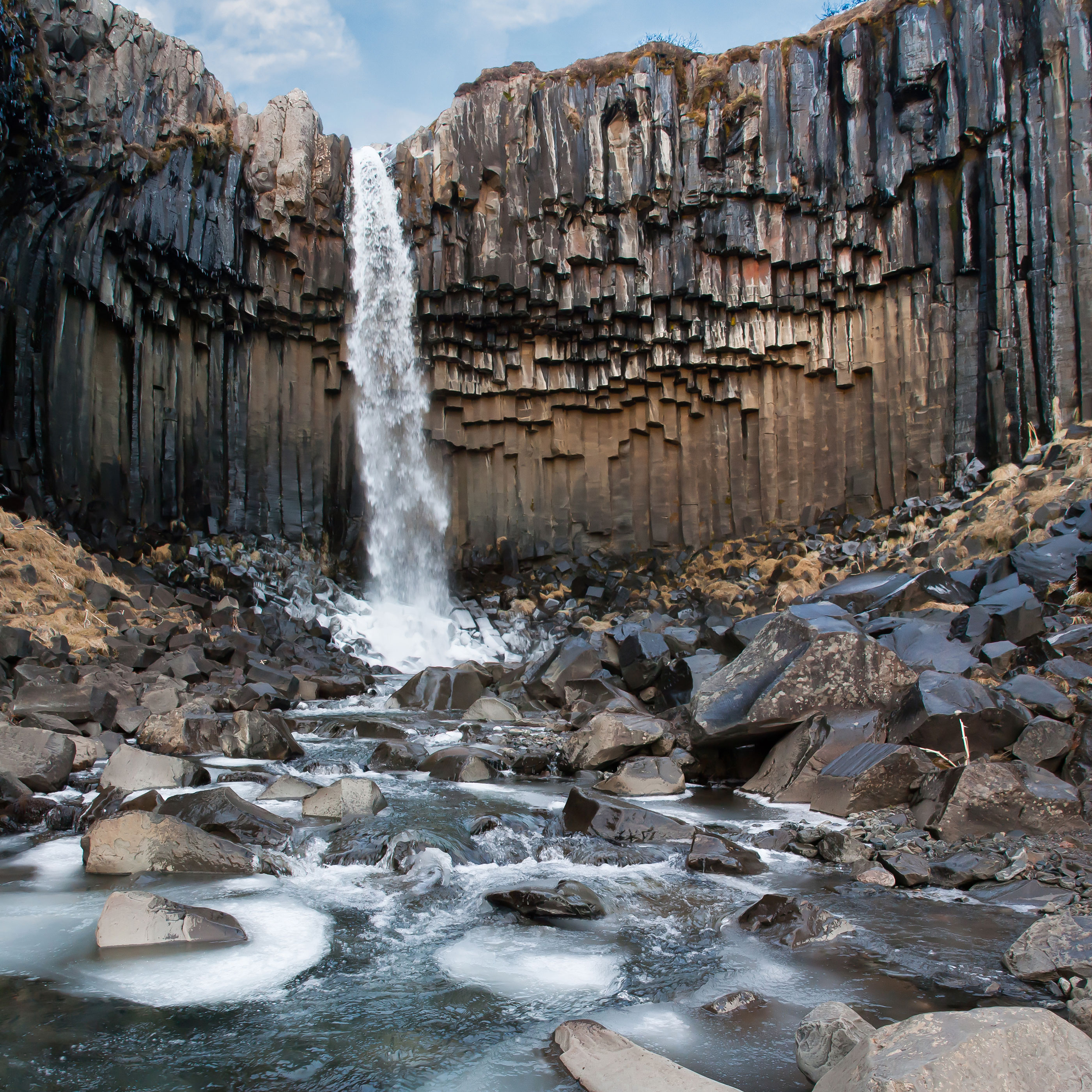
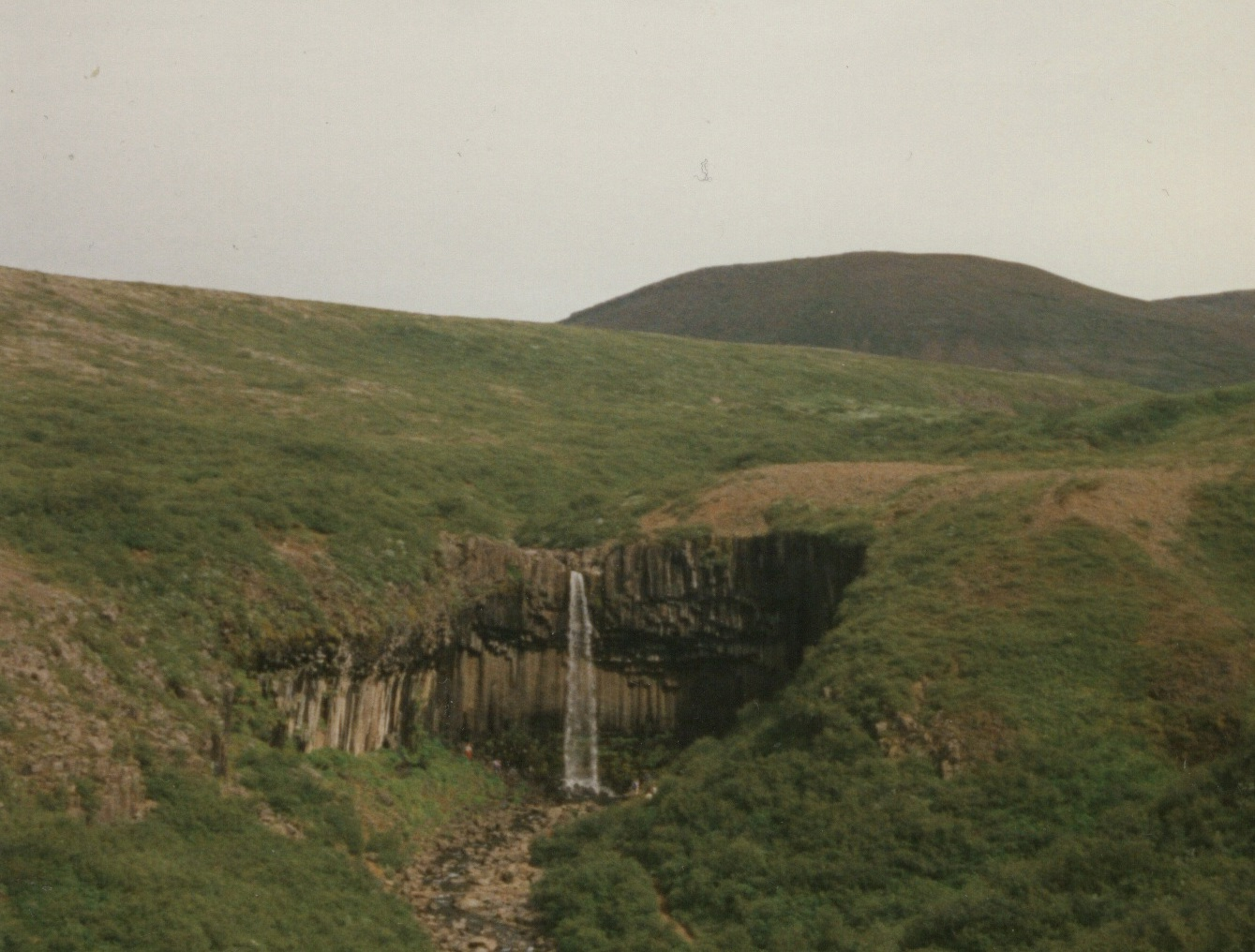